# Строгецкий, Владимир Михайлович
Влади́мир Миха́йлович Строге́цкий (род. 5 августа 1940) — советский и российский историк-антиковед, специалист в области античной истории и римского права. Доктор исторических наук, профессор.

## Биография
Окончил Ленинградский государственный университет. Там же защитил в 1973 году кандидатскую («Внешняя политика Спарты во второй половине VI — нач. V вв. до н. э.»), а в 1987 году — докторскую диссертацию «Афинско-спартанский дуализм и борьба за гегемонию в Греции в V в. до н. э. в эпоху Пентаконаэтия».
Начиная с 1970-х годов работал в ведущих вузах Нижнего Новгорода (государственном университете, педагогическом университете, лингвистическом университете), где при его непосредственном участии были открыты кафедры по изучению древних языков и античной культуры.
Профессор Нижегородского государственного лингвистического университета имени Н. А. Добролюбова.
Многие известные антиковеды Нижнего Новгорода являются учениками В. М. Строгецкого. Автор более 100 научных работ, в том числе 10 монографий.

## Основные работы
- «Полис и империя в классической Греции», 1991.
- «Человек и общество», в 2-х ч., 1994.
- «Человек в мире мифов, образов и деяний», 1992.
- «Античность и проблемы мировой культуры». в 2-х ч., 2001.
- «Римское право» в 2-х ч., 2000.
- «История культурологической мысли с древности до начала XVII века», 2002.
- Строгецкий В. М. Афины и Спарта. Борьба за гегемонию в Греции в V в. до н. э. (478-431 гг.) / Отв. ред. Μ. М. Холод. — СПб.: Изд-во С.-Петерб. ун-та, 2008. — 291 с. — (Res Militaris). — ISBN 978-5-288-04619-3.